# Scusate il disturbo
Scusate il disturbo è una miniserie televisiva diretta da Luca Manfredi, composta da due puntate andate in onda il 22 e 23 marzo 2009.

## Trama
Antonio (Lino Banfi) è un emigrato italiano che, dopo anni di fatiche in Argentina come falegname, ormai anziano si trova a dover affrontare una serie di imprevisti. Siamo ormai in prossimità del Natale ma stranamente il figlio Guido (Blas Roca-Rey), un affermato architetto, non parte come al solito per le vacanze insieme alla sua famiglia, composta dall'apatica moglie Cinzia e dal figlio adolescente Fabio, innamorato di Alessandra. L'amico fidato, nonché ex collega di lavoro, Peppino (Lino Toffolo) sembra soffrire sempre più spesso di forti ma strane dimenticanze quotidiane a causa delle quali sta anche per essere sfrattato in quanto non ricorda nemmeno di pagare l'affitto mensile dell'appartamento in cui vive da celibe.

## Ascolti
| n° | Prima TV Italia | Telespettatori | Share  |
| -- | --------------- | -------------- | ------ |
| 1  | 22 marzo 2009   | 5.757.000      | 22,71% |
| 2  | 23 marzo 2009   | 6.751.000      | 25,13% |

Il 2 luglio 2010 è andata in onda una versione rimontata in un unico episodio della miniserie che ha registrato 3.393.000 spettatori con il 18.80% di Share.